# Тениски рекет
Тениски рекет је средство неопходно за играње тениса. Реч рекет долази од енглеске ријечи racket, што значи ударач. Састоји се од овалног оквира у којем се налази површина за ударање лоптице и ручке. У ранијим временима тениса, рекети су се правили од дрвета док се данас претежно праве од поликарбонских материјала. Као ударна површина се користе винилне жице чији се напон усклађује са потребама игре, терена и самог играча.
Максимална дозвољена дужина рама тениског рекета (укључујући и дршку) је 81,28 , а ширина 31,75 . Дозвољене димензије поља унутар рама су 39,37  са 29,21 .